# Hvidovre Havn
Hvidovre havn er en lystbådehavn, der ligger i den vestlige del af Kalveboderne syd for København. 
Havnen, der ejes af Hvidovre Kommune, består af et ca. 300 m langt og ca. 60 m bredt bassin mellem to moler med plads til 195 lystbåde. Havnen kan besejles af både med en dybdegang på ind til 1,8 m.
I havnen er der plads til vinteropbevaring af lystbåde, slæbested til søsætning og ophaling af joller m.v., mastekran samt tankanlæg for diesel og benzin.
Havnen er hjemsted for et mangfoldigt foreningsliv med klubberne Hvidovre Sejlklub Suset, Hvidovre Jagtforening, Hvidovre Roklub, Hvidovre Kajakklub og Søspejderne i Hvidovre.